# Folke Widinghoff
Ernst Folke Widinghoff, född 15 mars 1920 i Gävle, död 30 maj 1985 i Saltsjöbaden, var en svensk målare och tecknare.
Han var son till köpmannen Ernst Widinghoff och Göta Hedman samt mellan 1962 och 1970 gift med Maj-Britt Forsström. Widinghoff var huvudsakligen autodidakt som konstnär och bedrev självstudier under resor till Tyskland, Spanien, Frankrike och de nordiska länderna. Separat ställde han ut i bland annat Östersund och Sveg samt medverkat ett flertal gånger i Jämtlands läns konstförenings samlingsutställningar i Östersund. Hans konst består av figurstudier, stilleben och landskapsskildringar från Jämtland och Härjedalen utförda i olja eller gouache samt teckningar i tusch. 